# Gutalac
Gutalac (Bayan ng Gutalac) är en kommun i Filippinerna. Kommunen ligger på ön Mindanao, och tillhör provinsen Zamboanga del Norte. Folkmängden uppgår till 28 215 invånare.

## Barangayer
Gutalac är indelat i 33 barangayer.
| - Bacong - Bagong Silang - Banganon - Bayanihan - Buenavista - Canupong - Cocob - Datagan - Imelda - Immaculada Concepcion - La Libertad | - Loay - Lower Lux - Lux - Malian - Mamawan - Map - Matunoy - New Dapitan - Panganuran - Pitawe - Pitogo | - Poblacion (Gutalac) - Salvador - San Isidro - San Juan - San Roque - San Vicente - Santo Niño - Sas - Sibalic - Tipan - Upper Gutalac |